# Южный (соус)
Соус «Южный» — выпускавшийся в СССР готовый соус на основе ферментативного соевого соуса с добавлением протёртой печени, яблочного пюре, томатной пасты, растительного масла в заправке из соли, сахара, чеснока, репчатого лука, имбиря, чёрного перца, гвоздики, корицы, вина. Отличался своеобразным пикантным вкусом и ароматом пряностей.
В Советском Союзе соус «Южный» выступал приправой ко многим холодным и горячим мясным и рыбным блюдам. Так, в «Кулинарии» 1958 года соус «Южный» рекомендовалось добавлять в бефстроганов, шашлык по-кавказски, по-карски, люля-кебаб, салат из осетрины, мясной салат, салат «Столичный». Его подавали отдельно к бутербродам и мясным ассорти. Соусом «Южный» также заправляли для улучшения вкуса соусы на основе майонеза, красные соусы и зелёное масло.